# Francisco de Bobadilla
Francisco Fernández de Bobadilla (hiszp.) (zm. 1502) – wysłannik hiszpańskiej pary królewskiej, który w czerwcu 1500 przybył na Hispaniolę do osady Santo Domingo i tam pojmał Krzysztofa Kolumba i jego brata Bartolomé oraz Rodrigo de Bastidasa, zmuszając ich do powrotu do Hiszpanii.
W 1499 r. Królowie Katoliccy zlecili mu dochodzenie w sprawie skarg na postępowanie Kolumba, jakie docierały do nich z Hispanioli. Francisco de Bobadilla po przybyciu do Santo Domingo 25 sierpnia 1500 roku i aresztowaniu Kolumba i jego towarzyszy, zajął ich majątki i zaczął samodzielnie rządzić Hispaniolą. Jednocześnie zbierał materiały dowodowe przeciw Kolumbowi, który w październiku 1500 roku został wysłany do Hiszpanii. 
W kwietniu 1502 roku Bobadilla został odwołany przez króla Ferdynanda II, a w jego miejsce powołano Nicolasa de Ovando. W czerwcu tego samego roku, pomimo ostrzeżeń o możliwym huraganie, wyruszył w rejs do Hiszpanii z liczącą 30 okrętów flotą, która przywiozła na wyspę jego następcę. Podczas sztormu 25 okrętów zatonęło, a sam Bobadilla poniósł śmierć.